# Białopole (Basse-Silésie)
Pour les articles homonymes, voir Białopole.
Białopole est une localité polonaise de la gmina de Bogatynia, située dans le powiat de Zgorzelec en voïvodie de Basse-Silésie.